# Coconut Grove (Miami)
 (juillet 2023).
Si vous disposez d'ouvrages ou d'articles de référence ou si vous connaissez des sites web de qualité traitant du thème abordé ici, merci de compléter l'article en donnant les références utiles à sa vérifiabilité et en les liant à la section « Notes et références ».
Pour les articles homonymes, voir Coconut Grove.
Coconut Grove est un quartier de la ville de Miami aux États-Unis. La mairie (City Hall) de Miami se trouve dans ce quartier. Coconut Grove compte environ 19 000 habitants[Quand ?]. Il englobe à la fois des quartiers résidentiels historiques, où l'on aperçoit encore de nombreux bungalows et domaines de style méditerranéen datant du début du XXe siècle, et un centre animé, célèbre pour sa vie nocturne, qui figure parmi les endroits les plus en vogue de Miami.

## Démographie

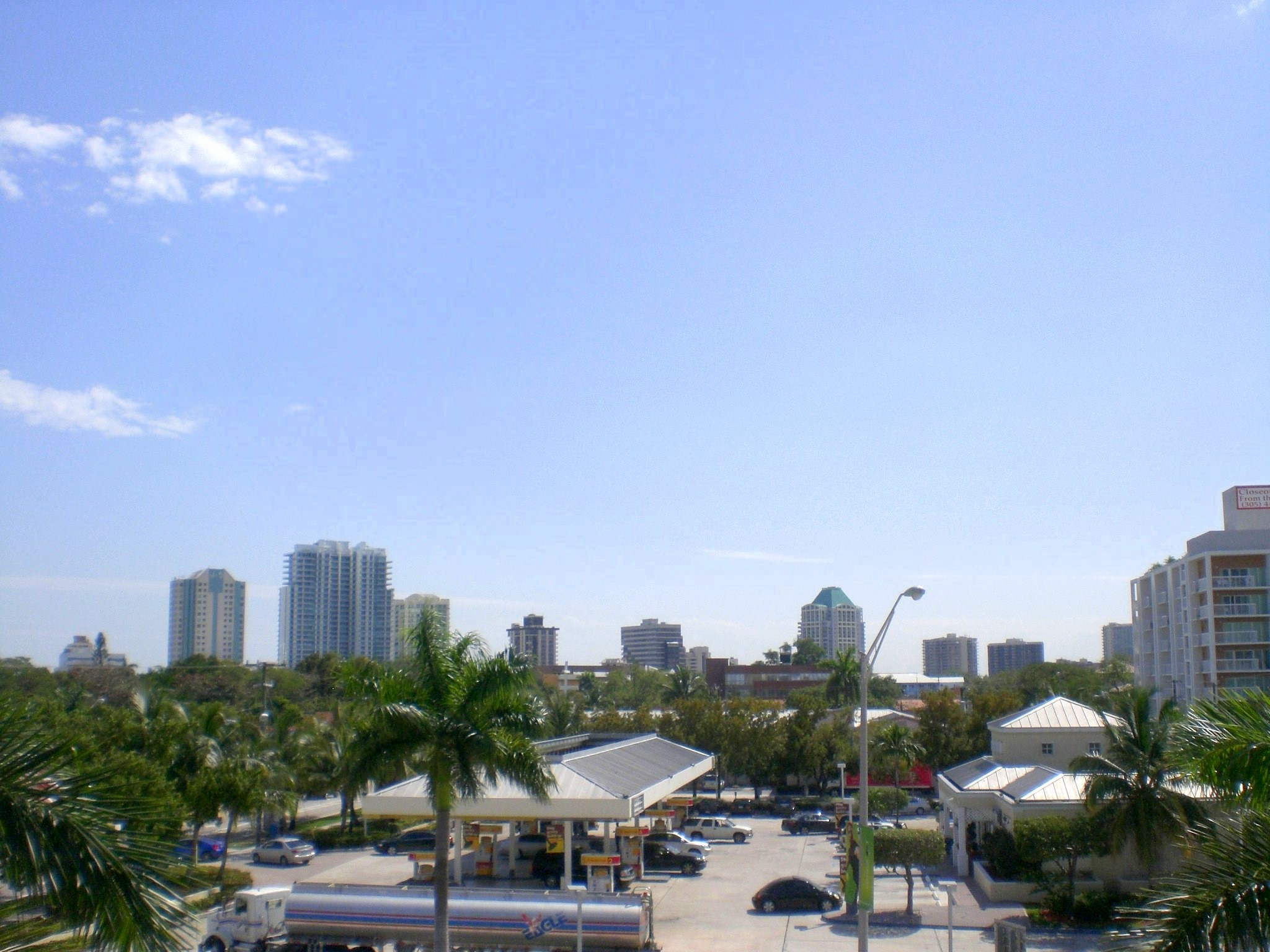
Vue de Coconut Grove

En 1917, Coconut Grove accueillit l'une des premières bases aéronavales des États-Unis ; elle occupait la petite île de Dinner Key (en), que l'on relia au continent par une levée. L'îlot contribua largement au rayonnement international de Miami, lorsqu'on y construisit, dans les années 1930, un terminal pour les hydravions de la Pan Am.